# سیارک ۷۶۴۸
سیارک ۷۶۴۸ (به انگلیسی: 7648 Tomboles، نامگذاری:1989TB1) هفت هزار و ششصد و چهل و هشتمین سیارک کشف شده‌است که در ۸ اکتبر ۱۹۸۹ کشف شد.
قدر مطلق سیارک برابر ۱۷.۸ است.